# 파비우 시우바
파비우 다니엘 소아르스 시우바 (Fábio Daniel Soares Silva, 2002년 7월 19일 ~ )는 포르투갈의 축구 선수이며, 레인저스에서 스트라이커로 뛰고 있다. 그의 아버지 조르즈 시우바는 전 축구 선수로 포르투갈 대표팀으로 2경기 출전했다. 그의 형 조르즈도 축구 선수로 현재 CF 카넬라스 2010에서 뛰고 있다.
그는 2019년 8월 포르투에서 데뷔했으며 최연소에 관련된 클럽 기록을 여러 가지 세웠다.
2020년 9월 4일 울버햄프턴 원더러스는 파비우 시우바의 영입을 발표했다. 계약 기간은 5년이다. 이적료는 클럽 레코드로 언론 보도에 따르면 3500만 파운드이다.